# Ferran Martínez
Ferran Martínez [fə'ran maɾ'tineθ] (* 25. April 1968 in Barcelona, Katalonien) ist ein ehemaliger spanischer Basketballspieler der bei einer Körpergröße von 2,12 m auf der Position des Center spielte.
Ferran Martínez begann seine Profikarriere 1985 beim FC Barcelona und spielte bis zu seinem Karriereende 2002 auch bei weiteren Spitzenmannschaften wie Joventut de Badalona oder Panathinaikos Athen. Mit insgesamt 14 gewonnenen Titeln zählt Martínez zu den erfolgreichsten Spielern Spaniens. Herausragend für Martínez ist dabei die Tatsache, mit dem Europapokal der Landesmeister, Europapokal der Pokalsieger sowie des Korać-Cup und des Intercontinental Cup in seiner Karriere alle zum damaligen Zeitpunkt ausgetragenen internationalen Wettbewerbe für Vereinsmannschaften gewonnen zu haben. Mit sieben gewonnenen spanischen Meisterschaften ist er zudem einer der Erfolgreichsten seines Landes.
Mit der spanischen Nationalmannschaft kam Martínez zwischen 1987 und 1997 auf 156 Spiele und liegt damit auf Platz 13 der Spieler mit den meisten Einsätzen. In diesem Zeitraum nahm er neben den Olympischen Spielen 1988 auch an zwei Weltmeisterschaften (1990, 1994) sowie an fünf Europameisterschaften (1987, 1989, 1993, 1995, 1997) teil.

## Erfolge
- Spanischer Meister: 1987, 1988, 1990, 1991, 1992, 1995, 1996
- Griechischer Meister: 1998
- Spanischer Pokal: 1987, 1988
- Europapokal der Landesmeister: 1994
- Europapokal der Pokalsieger: 1986
- Korać-Cup: 1987
- Intercontinental Cup: 1985